# Interbankenkurs
Der Interbankenkurs (englisch interbank rate) ist jener Kurs, zu dem die Kreditinstitute untereinander im Interbankenhandel Basiswerte austauschen.

## Allgemeines
Das Bestimmungswort „Interbanken-“ weist – wie auch beim Interbankenzins – darauf hin, dass es sich um Bankgeschäfte handelt, die Kreditinstitute ausschließlich untereinander abschließen.
Unterschieden wird bei Wertpapieren meist zwischen Börsenkursen und Interbankenkursen. Als Basiswerte kommen neben Wertpapieren (Aktien, Anleihen) insbesondere Devisen, Sorten oder Edelmetalle in Frage, die nicht börslich gehandelt werden. Voraussetzung ist, dass die Basiswerte kurs- und nicht zinsbezogen sind. Ihr Kauf/Verkauf erfolgt zwischen den Kreditinstituten als Gegenparteien entweder im Rahmen des Eigenhandels oder für das Kundengeschäft. Nichtbanken sind nicht beteiligt. Sind die Basiswerte für das Kundengeschäft mit Nichtbanken vorgesehen oder stammen sie hieraus, wird von den Kreditinstituten beim Kundenkurs (Endkurs) noch eine Marge berücksichtigt. Sie wird beim Verkauf an den Kunden zum Interbanken-Briefkurs zugeschlagen, beim Kauf vom Kunden vom Interbanken-Geldkurs abgezogen. Es gilt mithin:
{\displaystyle {\text{Interbankenbriefkurs}}+{\text{Marge}}={\text{Kundenbriefkurs}}} (beim Verkauf an den Kunden) oder
{\displaystyle {\text{Interbankengeldkurs}}-{\text{Marge}}={\text{Kundengeldkurs}}} (beim Kauf vom Kunden)
Die Marge ist die Handelsspanne für Kreditinstitute und wird damit Bestandteil des Kurswerts. Ihre Höhe ist abhängig von der Art des Basiswerts, dessen Handelsvolumen, der Marktentwicklung, der Marktliquidität und der Verhandlungsmacht des Bankkunden.
Im Devisenhandel kann sie bis 4 Prozent betragen. Im Hinblick auf die Verhandlungsmacht des Bankkunden kann grob zwischen Privathaushalten und Firmenkunden unterschieden werden. Die Marge ist bei Firmenkunden geringer als bei Privathaushalten und bei Großunternehmen am geringsten. Bei Sorten wird am Bankschalter genauso wie bei den übrigen Basiswerten in der Abrechnung stets der Endkurs berücksichtigt.

## Referenzkurse
Referenzkurse sind Kurse, die bei Transaktionen zugrunde gelegt und in Massenmedien veröffentlicht werden. Die Devisenkurse werden bankarbeitstäglich als Referenzkurse „Euro FX“ ermittelt und über elektronische Medien sowie in der Fachpresse veröffentlicht. Handeln die Institute mit der Zentralbank, wird zum EZB-Referenzkurs abgerechnet. Bei Währungstransaktionen unter Geschäftsbanken werden inoffizielle Interbankenkursen zugrunde gelegt. Interbankenkurse bei Wertpapieren, Sorten oder Edelmetallen werden hingegen nicht veröffentlicht, sondern nur der offizielle Börsenkurs oder die Endkurse.
Für den Euro veröffentlicht die Europäische Zentralbank werktäglich in der Regel um 16 Uhr MEZ Referenzkurse gegenüber einer Vielzahl von Währungen. Auch der Bundesverband deutscher Banken bietet auf einer Webseite Informationen über aktuelle und historische Interbankenkurse mit Währungsrechnerfunktion an.